# Liste der Naturdenkmale in Krauchenwies
| Naturdenkmale | Anzahl |
| ------------- | ------ |
| FND           | 1      |
| END           | 2      |
| Gesamt        | 3      |

Die Liste der Naturdenkmale in Krauchenwies nennt die verordneten Naturdenkmale (ND) der im baden-württembergischen Landkreis Sigmaringen liegenden Gemeinde Krauchenwies. In Krauchenwies gibt es insgesamt drei als Naturdenkmal geschützte Objekte, davon ein flächenhaftes Naturdenkmal (FND) und zwei Einzelgebilde-Naturdenkmale (END).
Stand: 1. November 2016.

## Flächenhafte Naturdenkmale (FND)
| Name                              | Bild | Kennung     | Einzelheiten | Position | Fläche Hektar | Datum         |
| --------------------------------- | ---- | ----------- | ------------ | -------- | ------------- | ------------- |
| Schilf- und Schlickfläche Steidle | BW   | 84370650009 | Krauchenwies | ⊙        | 3,5           | 23. Sep. 1999 |
| Legende für Naturdenkmal          |      |             |              |          |               |               |

## Einzelgebilde (END)
| Name                         | Bild | Kennung     | Einzelheiten | Position | Fläche Hektar | Datum         |
| ---------------------------- | ---- | ----------- | ------------ | -------- | ------------- | ------------- |
| Gruppe von zwei Winterlinden | BW   | 84370650001 | Krauchenwies | ⊙        | 0,0           | 25. März 1935 |
| Kirchlinde in Göggingen      | BW   | 84370650002 | Krauchenwies | ⊙        | 0,0           | 1. Okt. 1949  |
| Legende für Naturdenkmal     |      |             |              |          |               |               |